# Mike Ratledge
Mike Ratledge (6. května 1943 Maidstone, Anglie – 5. února 2025) byl britský hráč na různé klávesové nástroje. Byl dlouholetým členem skupiny Soft Machine (1966–1976); o mnoho let později hrál krátce se skupinou Adiemus (1993–1995). Složil rovněž hudbu k několika filmům.